# Secret of my heart (專輯)
《Secret of my heart》是日本歌手倉木麻衣以「Mai-K」名義於美國發行的出道專輯，於2002年1月10日發行。

## 簡介
- 於美國活動的出道專輯，同樣以「Mai-K」名義發行，並收錄了單曲「Baby I Like」。

## 收錄歌曲
1. Secret of my heart
  - 作詞：倉木麻衣　作曲：大野愛果　編曲：ZOD

第3張單曲的英文版本
2. Did I Hear You Say That You're In Love
  - 作詞：Tommo　作曲：Jeffrey Qwest

美國出道單曲的B面歌
3. NEVER GONNA GIVE YOU UP
  - 作詞：倉木麻衣・M. Africk　作曲：M. Africk・M. Pessoa・Perry Geyer　編曲：Cybersound

第4張單曲
4. Baby I Like
  - 作詞：Yoko B. Stone　作曲：Yoko B. Stone

美國出道單曲
5. Stay by my side
  - 作詞：倉木麻衣　作曲：大野愛果　編曲：ZOD

第2張單曲的英文版本
6. Can't get enough 〜gimme your love〜
  - 作詞・作曲：Yoko B. Stone　編曲：Cybersound

第1張專輯「delicious way」收錄歌曲
7. Delicious Way
  - 作詞：倉木麻衣　作曲：大野愛果　編曲：ZOD

第1張專輯「delicious way」收錄歌曲的英文版本
8. Love, Day After Tomorrow
  - 作詞：倉木麻衣　作曲：大野愛果　編曲：ZOD

日本出道單曲的英文版本
9. Stepping ∞ Out
  - 作詞：倉木麻衣　作・編曲： Yoko B. Stone

第1張專輯「delicious way」收錄歌曲。
10. Baby Tonight 〜You & Me〜
  - 作詞：倉木麻衣・M. Africk　作曲：Yoko B. Stone・笠原智緒　編曲：Yoko B. Stone

第1張專輯「delicious way」收錄歌曲
11. Baby I Like 〜Extacy Vocal Mix〜
  - 作詞：Yoko B. Stone　作曲：Yoko B. Stone　編曲：Justin Strauss

美國出道單曲的混音版本
12. 's All Right 〜DJ ME-YA Radical Beart Mix〜
  - 作詞：Yoko B. Stone　作曲：Yoko B. Stone　編曲：DJ ME-YA

美國出道單曲的B面歌混音版本